# Protobothrops cornutus
Trimeresurus cornutus là một loài rắn trong họ Rắn lục. Loài này được Smith mô tả khoa học đầu tiên năm 1930.

## Hình ảnh

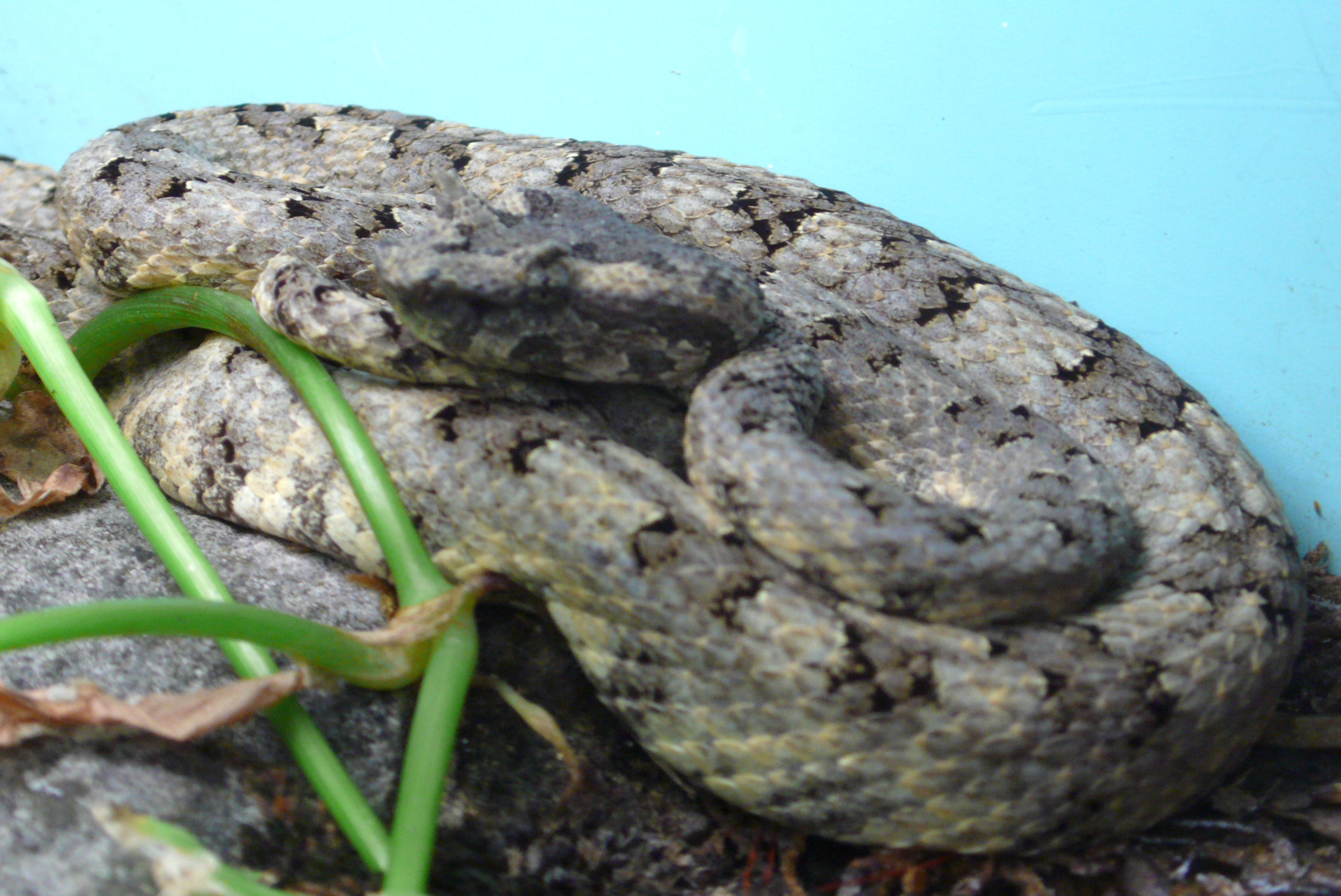